# Celler Lauf

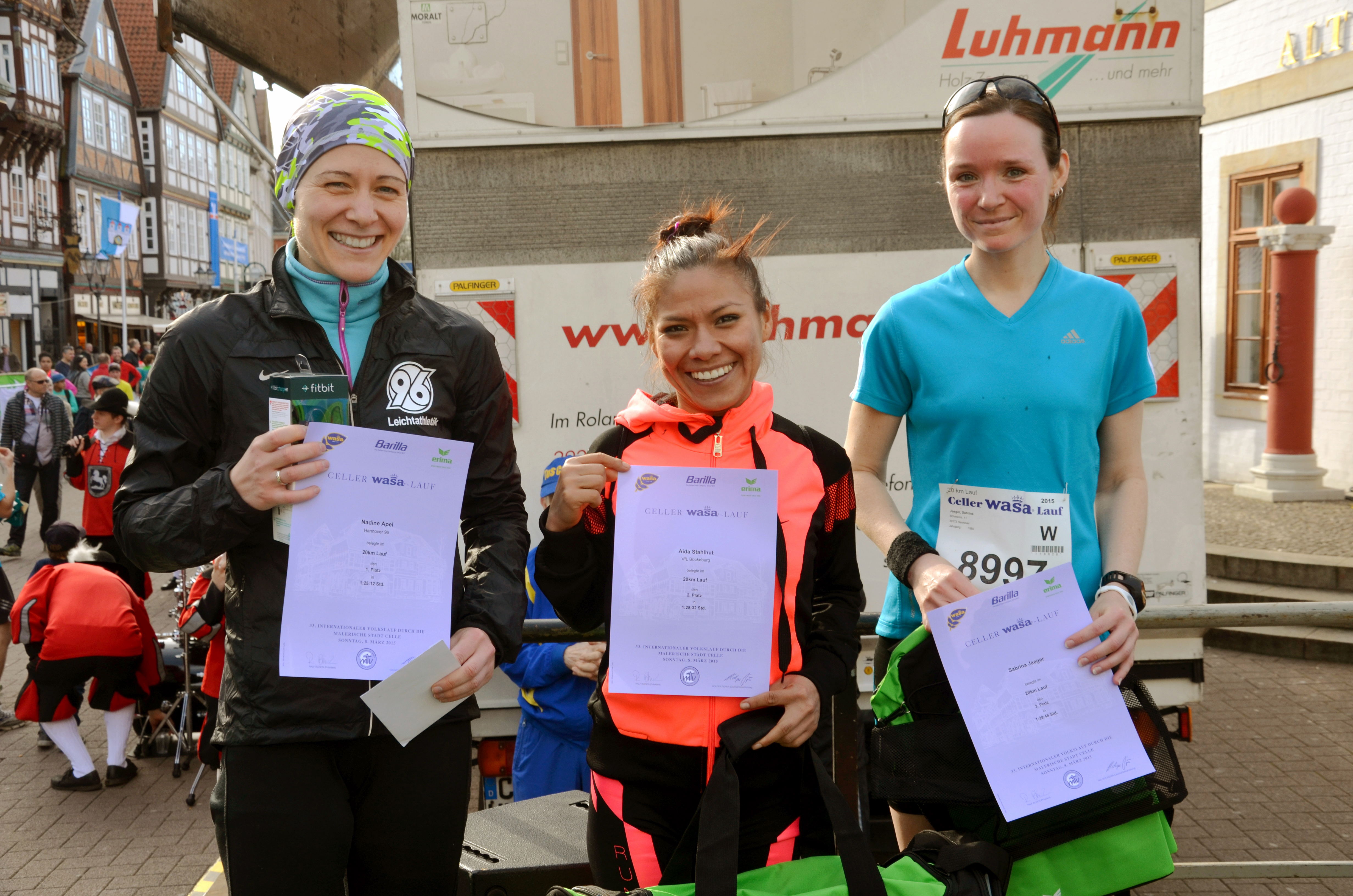
Die (ersten drei) Siegerinnen des 33. Celler Wasa-Laufs am 8. März 2015 (von links): Nadine Apel vom Verein Hannover 96, Aida Stahlhut vom VfL Bückeburg und Sabrina Jaeger aus Hannover

Der Celler Lauf (mit vollem Namen Celler Wasa-Lauf) findet seit 1983 in der Celler Innenstadt jährlich am zweiten Sonntag im März statt. Er hat nichts mit der schwedischen Skilanglaufveranstaltung Wasalauf zu tun. Der Celler Wasa-Lauf leitet seinen Namen vom Hauptsponsor, dem Knäckebrothersteller Wasa (mittlerweile „Barilla Wasa Deutschland GmbH“), her, der sein deutsches Hauptwerk in Celle betreibt.
Mittlerweile ist er einer der größten Volksläufe Deutschlands und ist in mehrere Distanzen (Kinderlauf von 2,5 km, Läufe von 5, 10, 15 und 20 km) aufgegliedert. 2012 gab es etwa 9300 Teilnehmer und 25.000 Zuschauer.
In den 1960er Jahren gab es in Celle für wenige Jahre einen kleinen Volkslauf. 1982 wurde der Celler Wasa-Lauf basierend auf einem Konzept des SV Eintracht Celle gegründet, einer der Gründungsväter war Udo Rasche.